# Motorkerékpározás

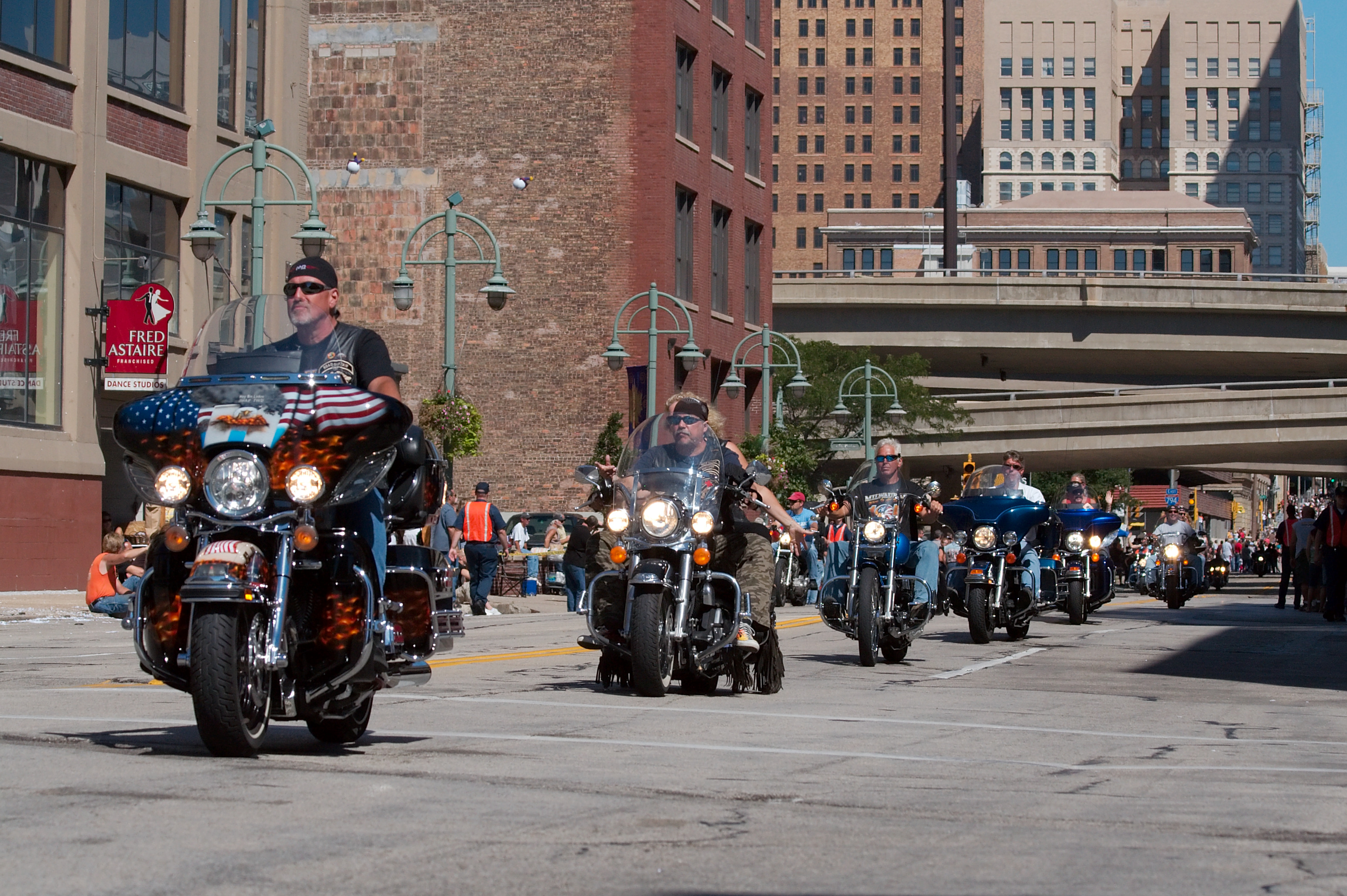
Harley-Davidson motorok parádéja (2008. Milwaukee, Wisconsin)

A motorkerékpározás szűk értelemben véve motorkerékpár vezetését jelenti. Míg régebben elsősorban a közlekedés egy viszonylag olcsóbb formáját jelentette, illetve munkaeszköz volt, ma a motorozás sokak számára több, mint a helyváltoztatás egy formája.
Amilyen változatosak a motorkerékpárok, ugyanolyan sokféle a stílus, amely a vezetésüket jellemzi. A motorkerékpár technikai adottságai (kiemelkedő gyorsulás és manőverezőképesség, illetve nehéz észrevehetőség) és a motorkerékpározó relatív védtelensége (napjainkban két fontos biztonsági eszköz létezik: a bukósisak és a légzsákos motoros ruha, amely egyébként magyar találmány passzív védelem) miatt a motorkerékpározás sokkal nagyobb figyelmet és tapasztalatot kíván meg, mint az egyéni közlekedés más formái.

## Külső hivatkozások
- Motorozásbiztonság.lap.hu - linkgyűjtemény
- A légzsákos motoros kabátról - a találmány dokumentumaival